# Blockhaus d'Éperlecques
Blockhaus d'Éperlecques ("bunker de Éperlecques", também conhecido como "bunker Watten" ou simplesmente "Watten"), era um bunker da Segunda Guerra Mundial para o lançamento de armas V-2, agora parte de um museu, perto de Saint-Omer, no norte do departamento de Pas-de-Calais, na França, e apenas cerca de 14,4 quilômetros (8,9 milhas) ao norte-noroeste da mais desenvolvida instalação de lançamento V-2 a La Coupole, na mesma área.
O bunker, construído pela Alemanha nazista sob o codinome Kraftwerk Nord West ("Usina Noroeste") entre março de 1943 e julho de 1944, foi originalmente planejado para ser uma instalação de lançamento do míssil balístico V-2 (A-4). Ele foi projetado para acomodar mais de 100 mísseis por vez e lançar até 36 por dia.
A instalação teria incorporado uma fábrica de oxigênio líquido e uma estação de trem à prova de bomba para permitir que mísseis e suprimentos fossem entregues a partir de instalações de produção na Alemanha. Foi construído usando o trabalho de milhares de prisioneiros de guerra e trabalhadores recrutados à força usados como trabalhadores escravos.
O bunker nunca foi concluído como resultado dos repetidos bombardeios das forças aéreas britânicas e dos Estados Unidos como parte da Operação Crossbow contra o programa alemão de armas-V. Os ataques causaram danos substanciais e inutilizaram o bunker para seu propósito original. Parte do bunker foi posteriormente concluído para uso como fábrica de oxigênio líquido. Foi capturado pelas forças aliadas no início de setembro de 1944, embora seu verdadeiro propósito não tenha sido descoberto pelos Aliados até depois da guerra. Em vez disso, os V-2 foram lançados de baterias móveis baseadas em Meillerwagen, que eram muito menos vulneráveis a ataques aéreos.
O bunker é preservado como parte de um museu de propriedade privada que apresenta a história do local e o programa alemão de armas V. Foi protegido pelo estado francês como monumento histórico desde 1986.

## Antecedentes
O míssil balístico A-4 (referido como V-2 a partir de setembro de 1944) foi desenvolvido pelos alemães entre 1939 e 1944. Foi considerado por Adolf Hitler como uma "Wunderwaffe" ("arma maravilhosa") que ele acreditava ser capaz de transformar o maré da guerra. Sua implantação operacional foi restringida por vários fatores. Grandes suprimentos de oxigênio líquido criogênico (LOX) foram necessários como oxidante para abastecer os mísseis. A LOX evapora rapidamente, necessitando de uma fonte razoavelmente próxima ao local de queima para minimizar a perda por evaporação. A Alemanha e os países ocupados não tinham naquela época capacidade de fabricação suficiente para a quantidade de LOX necessária para uma campanha A-4 em grande escala; a capacidade total de produção em 1941 e 1942 era de cerca de 215 toneladas diárias, mas cada lançamento do A-4 exigia cerca de 15 toneladas.
Como o míssil foi planejado para uso contra Londres e o sul da Inglaterra, seu alcance operacional de 320 quilômetros (200 milhas) significava que os locais de lançamento deveriam estar localizados bem perto do Canal da Mancha ou da costa sul do Mar do Norte, no norte da França , Bélgica ou no oeste dos Países Baixos. Isso estava ao alcance das forças aéreas aliadas, então qualquer local teria que ser capaz de resistir ou fugir dos esperados bombardeios aéreos.
Vários conceitos foram discutidos para a implantação do A-4 em um estudo de março de 1942 por Walter Dornberger, chefe do projeto de desenvolvimento do A-4 no Centro de Pesquisas do Exército de Peenemünde. Ele sugeriu que os mísseis deveriam ser baseados em locais fixos fortemente defendidos de um projeto de estilo bunker semelhante aos enormes bunkers para U-Boot então em construção na França ocupada e na Noruega. Os foguetes podem ser armazenados em tais locais, armados, alimentados por uma planta de produção de LOX no local e lançados. Isso oferecia vantagens técnicas significativas; não apenas a perda de LOX seria minimizada, mas o complexo processo de teste de pré-lançamento seria simplificado. Uma alta cadência de tiro poderia ser sustentada, pois a instalação poderia operar efetivamente como uma linha de produção, enviando um fluxo constante de mísseis para as plataformas de lançamento.
Os bunkers para U-Boot e outras fortificações da Muralha do Atlântico foram construídos em 1940 e 1941, quando os alemães tinham superioridade aérea e podiam deter os ataques aéreos aliados. Em 1942, essa vantagem foi perdida para as Forças Aéreas do Exército dos Estados Unidos, que começaram a se deslocar para a Inglaterra em maio de 1942, e uma Força Aérea Real bastante expandida. O Exército alemão preferiu uma abordagem alternativa que usaria plataformas de lançamento móveis estilo reboque chamadas "Meillerwagen" acompanhadas por equipamentos de teste e abastecimento montados em vagões ou caminhões ferroviários. Embora essa configuração fosse muito menos eficiente e tivesse uma taxa de tiro muito menor, ela teria a grande vantagem de apresentar um alvo muito menor para as forças aéreas aliadas. O Exército não estava convencido de que bunkers fixos pudessem resistir a ataques aéreos repetidos e estava particularmente preocupado com a vulnerabilidade das ligações rodoviárias e ferroviárias dos locais de lançamento, essenciais para reabastecê-los com mísseis e combustível.
Em novembro de 1942, Hitler e o ministro das Munições, Albert Speer, discutiram possíveis configurações de lançamento e examinaram modelos e planos dos bunkers e lançadores móveis propostos. Hitler preferia fortemente a opção de bunker, embora também tenha dado sinal verde para a produção de lançadores móveis. Dois projetos diferentes de bunker foram preparados: o projeto B.III-2a previa a preparação do míssil para lançamento dentro do bunker e, em seguida, transportá-lo para fora para uma plataforma de lançamento, enquanto o projeto B.III-2b veria o míssil sendo elevado de dentro o bunker para uma plataforma de lançamento no telhado.
Speer deu ordens para que dois bunkers fossem construídos pelo grupo de construção Organização Todt de acordo com um "padrão especial de fortificação" ("Sonderbaustärke"), exigindo um teto de concreto reforçado com aço de 5 metros (16 pés) de espessura e paredes de 3,5 metros (11 pés) de espessura . Eles seriam construídos perto da costa oposta à Inglaterra, um na Côte d'Opale perto de Boulogne-sur-Mer e outro na Península de Cotentin perto de Cherbourg. Cada um seria capaz de lançar 36 mísseis por dia, teria suprimentos suficientes de mísseis e combustível para três dias e seria tripulado por 250 soldados.